# Кирьяков, Михаил Фёдорович
Михаи́л Фёдорович Кирьяко́в (23 марта (5 апреля) 1914 — 18 января 1985) — этнический понтийский грек (ромей), родился в греческом понтийском селе Ардос (Трапезунд, совр. территория Турции (Трабзон) и с 5 лет, став беженцем, жил, попав через порт Батуми (Аджария, Грузия) в основанном беженцами из Понта греческом понтийском горном селе Цихисджвари, Боржомского района Грузинской ССР.  Советский государственный и хозяйственный деятель.

## Биография
Прошел всю Великую Отечественную войну в рядах Артиллерийских войск от первого до последнего дней, дослужившись от рядового до майора Советской Армии (1941-1946 г.г.) в Артиллерийских войск ах Ленинградского фронта.
Был контужен. После восстановления здоровья вернулся на фронт, где  и служил заместителем начальника Штаба Артиллерийского полка до дня Победы.
Награжден многими боевыми и трудовыми наградами, среди которых:
Орден Ленина,
Орден Красной Звезды,
Два ордена Отечественной войны II степени,
Медаль «За оборону Ленинграда»,
Медаль «За победу над Германией в Великой Отечественной войне 1941–1945 гг.» и др. (более десяти наград).
С 1934 года — на государственной и хозяйственной работе. 
В 1934—1980 гг. :
- инженер-лесотехник, старший инженер-механик бумажной фабрики Сегежского ЦБК,
- директор целлюлозно-бумажных комбинатов на Сахалине и в Литве,
- директор Сокольского ЦБК,
- заместитель председателя Вологодского и Северо-Западного совнархозов,
- начальник управления Министерства бумажной промышленности,
- заместитель министра целлюлозно-бумажной промышленности СССР,
- после ухода на пенсию в 1980 году был главным редактором отраслевого журнала «Бумажная промышленность».

Член КПСС, делегат XXII съезда КПСС. Ветеран труда, был также награжден двумя орденами Трудового Красного знамени и другими государственными наградами.
Любящий муж и отец, был женат на Кирьяковой (Папалазариди) Ольге Онуфриевне, также уроженке с. Цихисджвари (сельская учитель), имел двоих детей, сына и дочь, 3 внуков и 9 правнуков.
В 2012 году, на основе жизненного пути Кирьякова Михаила Федоровича, греческим писателем Апостолосом Папаянопулосом была издана книга на греческом языке «Η επιστροφη» (Возвращение) издательства "Dioptra", рассказывающая об истории понтийских греков в переплетении истории СССР в период от Октябрьской революции до «перестройки».
Умер в г. Москва 18 января 1985 года. 